# 1523 en santé et médecine
| Années de la santé et de la médecine : 1520 - 1521 - 1522 - 1523 - 1524 - 1525 - 1526    |
| Décennies de la santé et de la médecine : 1490 - 1500 - 1510 - 1520 - 1530 - 1540 - 1550 |

## Divers
- En ratifiant la charte de fondation du College of Physicians, accordée en 1518 par le roi  Henri VIII, le Parlement en précise les compétences et les étend, de Londres, à l'ensemble de l'Angleterre[1].
- L'humaniste allemand Ulrich von Hutten meurt à trente-cinq ans de la syphilis, maladie qu'il a contractée en 1508 et à laquelle il a consacré, en 1519, un ouvrage intitulé De guaiaci medicina et morbo gallico (« Du traitement du mal français par le bois de gaïac[2],[3] »).
- Des enfants orphelins ou abandonnés recueillis à l'hôtel-Dieu de Lyon, neuf sont au berceau et les autres, des deux sexes, sont âgés de cinq ou six ans et en instance d'être placés « ou [d'être mis] à la rue munis d'un écriteau les recommandant à la compassion des passants[4] ».
- Fondation de l'Hôpital des incurables de Brescia (Ospedale degli Incurabili, della Pietà e della Trinità[5]).
- En réaction à un quadruple meurtre par empoisonnement, la ville d'Utrecht ordonne que l'arsenic et le mercure ne soient plus vendus qu'en présence de deux voisins de l'acheteur[6].

## Publications
- Girolamo Salio, médecin de Faenza, donne son édition de l'Articella[7].
- Bérenger de Carpi (1460-1530), dans la deuxième édition de ses Isagogae breves, imprimée à Bologne chez Benedetto Faelli, décrit l'appendice et les vésicules séminales[8],[9],[10].
- À Florence, la fraternité de la Miséricorde fait imprimer, en latin et en italien et à destination de ses propres membres, soixante-douze exemplaires du traité de peste qu'elle a commandé à Girolamo Buonagrazia (1470-1541), son médecin officiel[11].
- Édition posthume des Auscultationes in Parvam artem Galeni[12] du médecin italien Antonio Cittadini († 1517) par son fils Camillo[13].
- Parution à Rome du Mega Lexicon[14] de Guarino Favorino († 1537), « qui doit être considéré comme une traduction indirecte (« tradizione indiretta »), dans certains cas importante, d'ouvrages de médecine ancienne, y compris de glossaires médicaux[15] ».
- Le médecin, astronome et cartographe allemand Laurent Fries (de) (1485-1532) fait imprimer son Artis memorativae traditio, petit manuel de mnémonique[16].
- Guillaume Cop[17] (c. 1460-1532), sous le titre de De morbis et symptomatibus, fait imprimer à Paris, chez Josse Bade, sa traduction latine des traités de Galien « sur les différences et les causes des maladies et des symptômes[18] ».
- Sous le titre de De naturalibus facultatis, Thomas Linacre (1460-1524), médecin et humaniste anglais, traduit du grec en latin les Facultés naturelles de Galien[19].
- Luis de Lucena (1491-1552), médecin humaniste espagnol[20], publie sa thèse de doctorat, qu'il intitule De tuenda presertim a peste integra valitudine[21].
- Sous le titre de Liber totius medicine necessaria continens, parution d'une deuxième impression de la traduction latine par Étienne d'Antioche (en)[22], avec les commentaires de Michel de Capella, du Kitab al-Maliki, traité de médecine et de psychologie du médecin persan Masoudi (930-994)[23].

## Personnalité
- Fl. Antoine de l'Harpe, apothicaire cité comme témoin à l'homologation de la confirmation des franchises de Rolle, au pays de Vaud[24].

## Naissances
- Jean Delorme (mort à une date inconnue), docteur en médecine, marié en 1556 à Chartres[25].
- Gabriel Fallope (mort en  1562), naturaliste, botaniste, anatomiste et chirurgien italien auteur d'Observationes anatomicae publiées à Venise chez Marcus Antonius Ulmus en 1561[26].

## Décès
- Abraham de Balmes (né vers 1440), médecin juif né dans le royaume de Naples, médecin personnel de Domenico Grimani, grammairien et auteur de traductions de l'hébreu en latin[27].
- Franciscus de Ferrarii (né à une date inconnue), licencié en médecine, originaire de Pavie et mort à Aoste[28].
- Matthias de Miechow (en) (né en 1457), géographe, astrologue et médecin polonais[29].